# 自分史
自分史（じぶんし）とは、自分自身の生涯あるいは半生の出来事を文章化したもの。

## 概要
従来から存在していた自伝あるいは自叙伝は、何らかの形で成功した個人の生涯の事業・事績を中心とした記録、立志伝である。それに対して自分史は、平凡に暮らしてきた人が、自身のそれまでの生涯を書き綴ったものである。自費になった1980年代以降、自分史を一冊の本書籍として刊行する人がいる。一般庶民の終活の一環として自分の生きた証を残す目的がある。
歴史的にみると、「自分史」という言葉に市民権が与えられるようになったのは、歴史家色川大吉の『ある昭和史 - 自分史の試み』（1975年、中央公論社）の出版以後だろうといわれている。これは、専門の歴史家が提起した概念であること。また、無名の人々が真実を表現する行為に、歴史としての意味があることがはじめて主張されたからである。同書中で色川が紹介している、橋本義夫による「ふだん記運動」という民衆運動は、やまびこ学校などの「生活綴り方運動」に代表される戦後日本の民衆記録運動の一形態ということもできる。
一方、昭和初年から昭和20年代までの日本人の戦争体験を記録する運動（例：東京大空襲を記録する会）においては、広い意味での反戦・平和運動と結びつき、多くの個人記録が生まれた。近年では、「自分史」は高齢者向けの生涯学習の一環として位置づけられているふしもあり、地方自治体主催の地域活動としても行われている。その一方で、高齢者に不当に高額な自分史を売りつける悪徳商法も存在する。
一方でこれらの自分史本は（基本的には商業販売を目的としたものではないため）、著者が亡くなった際に参列者へ会葬御礼として配られる例がしばしばある事から、「葬式まんじゅう」になぞらえて「饅頭本」とも呼ばれる。
愛知県春日井市の文化フォーラム春日井には日本自分史センターが設置されており、約8000タイトルの自分史を自由に閲覧することができる。

## 歴史的変遷と文化的意義（背景）
- 民衆の表現活動として
- 風化しつつある戦争（太平洋戦争）体験を後世に伝える記録として
- 楽しみ（生涯学習）として
  - 全国の行政組織や図書館などの生涯学習啓蒙活動
- 精神療法として
- 自費出版ビジネスとして

## 自分史をテーマとした表彰制度
- 私の物語─日本自分史大賞：日本自分史学会
- 日本自費出版文化賞（個人誌部門）：日本自費出版ネットワーク
- 自分史文学賞：北九州市

## 主な自分史
- 舩山信一 『ひとすじの道―唯物論哲学者の自分史』
- 永六輔 『上を向いて歌おう 昭和歌謡の自分史』